# Бра-фиттинг
Бра-фиттинг или брафиттинг (англ. Bra fitting — подбор бюстгальтера) — процесс индивидуального подбора бюстгальтера по размеру и фасону с учётом особенностей фигуры и формы груди.

## История и причины появления
В конце XX века в связи с ростом количества производителей нижнего белья, увеличением количества моделей и фасонов бюстгальтеров, а также с особенностями стандартов каждой страны и отсутствия единой размерной линейки, в магазинах США и Великобритании появилась услуга по подбору правильного бюстгальтера — бра-фиттинг, а также специалисты, которые оказывали эту услугу — бра-фиттеры.
Размер бюстгальтера обычно представлен в виде 2-х шкал, причём во всём мире используется множество систем. Чаще всего размер учитывает длину пояса бюстгальтера и размер чашки. С точки зрения покупателя, основные замеры, которые принимаются во внимание при определении оптимального размера бюстгальтера, объём грудной клетки под грудью (что определяет длину пояса) и по самой выступающей точке груди. Для удобства и из-за сложности измерения фактического объёма груди, объём чашки бюстгальтера основан на разнице между этими двумя показателями.
Форма, размер, положение, симметрия, расстояние между левой и правой грудью, плотность и степень отвисания груди отличаются, но это никак не отражается при указании размера. Определение правильного размера дополнительно осложняется тем фактом, что размер и форма женской груди изменяются, в течение менструального цикла. Также молочные железы могут необычно быстро расти в размере из-за беременности, увеличения веса или медицинских условий. Поэтому некоторые женщины предпочитают шить бюстгальтеры на заказ из-за уникальной формы их груди.
В ряде отчётов, опросов и исследований в разных странах было установлено, что 80-85 % женщин носят неправильно подобранные бюстгальтеры. В ноябре 2005 года Опра Уинфри провела шоу, посвященное бюстгальтерам и их размерам, в ходе которого она рассказала об исследовании, в котором восемь из десяти женщин носят бюстгальтер неправильного размера.

## Распространение
Наибольшее распространение бра-фиттинг получил в Великобритании и США. Так, например, у королевы Великобритании Елизаветы II были собственные бра-фиттеры.
В 2019 году компания Victoria’s Secret устроила тур по университетам Великобритании, посвящённый бра-фиттингу.
Развитие бра-фиттинга активно обсуждалось на выставке Interfiliere Paris 2020, а необходимость его широкого внедрения была признана ведущими мировыми производителями женского белья.

### Бра-фиттинг в России
На российском рынке термин бра-фиттинг стал употребляться среди специалистов бельевой индустрии в начале 2000-х годов, но был малоизвестен в кругах покупателей. Чаще всего такая услуга предоставляется в бельевых салонах, которые позиционируются как студии бра-фиттинга и ориентированы на покупательниц с большим размером груди, которым сложно купить белье в сетевых магазинах.

### На английском языке
- Sanders Steele D. The Ultimate Bra Fitting Guide. — Outskirts Press, 2012. — 50 с. — ISBN 978-1-432-79821-5.
- Scott E. The Bra Fitting Bible: Calculating and Understanding Bra Size. — Lulu, 2013. — 126 с. — ISBN 978-1-300-66062-0.
- Loehr N. Demystifying Bra Fitting and Construction. — Orange Lingerie LLC, 2014. — 156 с. — ISBN 978-0-989-24611-8.
- Yiqing Cai. Nonlinear Dynamic Analysis of Bra Fitting Using Finite Element Models. — Institute of Textiles and Clothing, The Hong Kong Polytechnic University, 2017. — 137 с.

### На русском языке
- Эпсан Р. Одежда для обольщения. Ваш интимный гардероб. — М.: Добрая книга, 2008. — 200 с. — ISBN 978-5-98124-293-9.
- Сакутова И. Брафиттинг. Лифтинг груди без скальпеля. Перевод с польского Л. В. Борусевич. — М.: Ситипринт, 2018. — 228 с. — ISBN 978-5-60415-350-5.
- Гизатуллина А. Бра-фиттинг: правильный бюстгальтер решит проблему с фигурой и одеждой! — М.: АСТ, 2019. — 320 с. — ISBN 978-5-17-110448-1.
- Галышина Г. Брафиттинг для всех. Пособие по подбору бюстгальтера. — М.: Группа Эй Би Ти, 2019. — 132 с. — ISBN 978-5-60415-351-2.
- Галышина Г. Брафиттинг для девочек. — М.: Группа Эй Би Ти, 2020. — 64 с. — ISBN 978-5-60415-352-9.